# Agustín Módula
Agustín Alejandro Módula (Buenos Aires, 12 marzo 1993) è un calciatore argentino, centrocampista dell'Alcalá.

## Caratteristiche tecniche
È un centrocampista centrale.

## Carriera
Cresciuto nelle giovanili del Chacarita Juniors, ha esordito il 23 febbraio 2013 in occasione del match vinto 4-3 contro il Deportivo Morón.

## Statistiche

### Presenze e reti nei club
Statistiche aggiornate al 17 aprile 2018.
| Stagione        | Squadra           | Campionato      | Campionato | Campionato | Coppe nazionali | Coppe nazionali | Coppe nazionali | Coppe continentali | Coppe continentali | Coppe continentali | Altre coppe | Altre coppe | Altre coppe | Totale | Totale | Totale |
| Stagione        | Squadra           | Comp            | Pres       | Reti       | Comp            | Pres            | Reti            | Comp               | Pres               | Reti               | Comp        | Pres        | Reti        | Pres   | Reti   |        |
| --------------- | ----------------- | --------------- | ---------- | ---------- | --------------- | --------------- | --------------- | ------------------ | ------------------ | ------------------ | ----------- | ----------- | ----------- | ------ | ------ | ------ |
| 2012-2013       | Chacarita Juniors | BM              | 5          | 0          | CA              | 1               | 0               |                    | -                  | -                  |             | -           | -           | 6      | 0      |        |
| 2013-2014       | Chacarita Juniors | BM              | 18         | 0          | CA              | 3               | 0               |                    | -                  | -                  |             | -           | -           | 21     | 0      |        |
| 2014            | Chacarita Juniors | BM              | 5          | 0          |                 | -               | -               |                    | -                  | -                  |             | -           | -           | 5      | 0      |        |
| 2015            | Chacarita Juniors | BN              | 12         | 0          | CA              | 2               | 0               |                    | -                  | -                  |             | -           | -           | 14     | 0      |        |
| 2016            | Chacarita Juniors | BN              | 0          | 0          | CA              | 0               | 0               |                    | -                  | -                  |             | -           | -           | 0      | 0      |        |
| 2016            | Dep. Español      | BM              | 5          | 0          | CA              | 0               | 0               |                    | -                  | -                  |             | -           | -           | 5      | 0      |        |
| 2016-2017       | Chacarita Juniors | BN              | 12         | 1          | CA              | 0               | 0               |                    | -                  | -                  |             | -           | -           | 12     | 1      |        |
| 2017-2018       | Chacarita Juniors | PD              | 10         | 0          | CA              | 0               | 0               |                    | -                  | -                  |             | -           | -           | 10     | 0      |        |
| Totale carriera | Totale carriera   | Totale carriera | 67         | 1          |                 | 6               | 0               |                    | -                  | -                  |             | -           | -           | 73     | 1      |        |